# Kasteelplein (Breda)

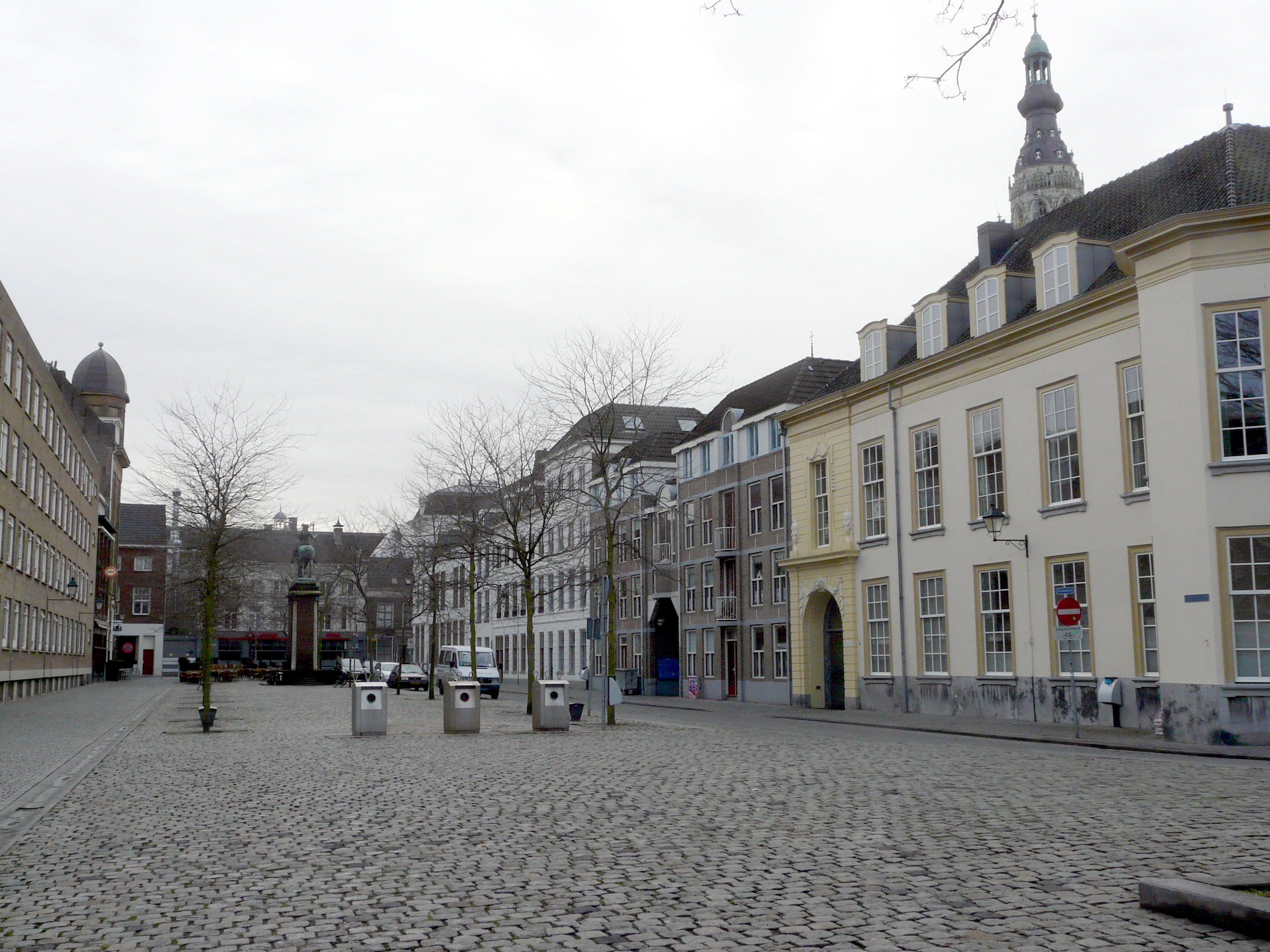
Kasteelplein met Gouverneurshuis, van het noorden uit gezien. Op de achtergrond de toren van de Grote Kerk. Links de zijgevel van de 'cadettenflat'

Het Kasteelplein is een plein in Breda. Het ligt voor het Kasteel van Breda en dicht bij het stadspark Valkenberg. Het plein is meer een vrij korte, tamelijk stille straat met een brede tussenstrook. Midden op dat tussengedeelte staat het bronzen Ruiterstandbeeld van stadhouder Willem III, een van de Heren van Breda. De locatie wordt gebruikt bij een aantal evenementen zoals het Breda Jazz Festival, Breda Barst, de vrijmarkt op Koningsdag en de Bredase Singelloop.

## Bebouwing
Langs het Kasteelplein liggen twee bijzondere gebouwen, op Kasteelplein 10 de historische HBS, tegenwoordig het gerestaureerde Koningin Wilhelmina Paviljoen van de Koninklijke Militaire Academie (KMA), en aan dezelfde zijde, op Kasteelplein 55, het Gouverneurshuis, het vroegere Volkenkundig Museum Justinus van Nassau. Halverwege, bij Kasteelplein 53, is er – weinig opvallend – een doorgang naar een woonhof, genoemd naar de verdwenen Kaatsbaan, ooit voor graaf Hendrik III bij zijn paleis gebouwd. De historische kaatsbaan lag echter bij het stallencomplex, hier juist tegenover aan de oostkant, waar nu het 'Prins Bernhard Paviljoen' ligt, in de volksmond ook wel bekend als de cadettenflat.

## Trivia
- Het Kasteelplein is een locatie van de film 'Onder het hart'. In de scènes op het Kasteelplein ziet men Masha (Kim van Kooten) wachten op Luuk (Koen De Graeve) voor de eerste date.[3]

## Fotogalerij

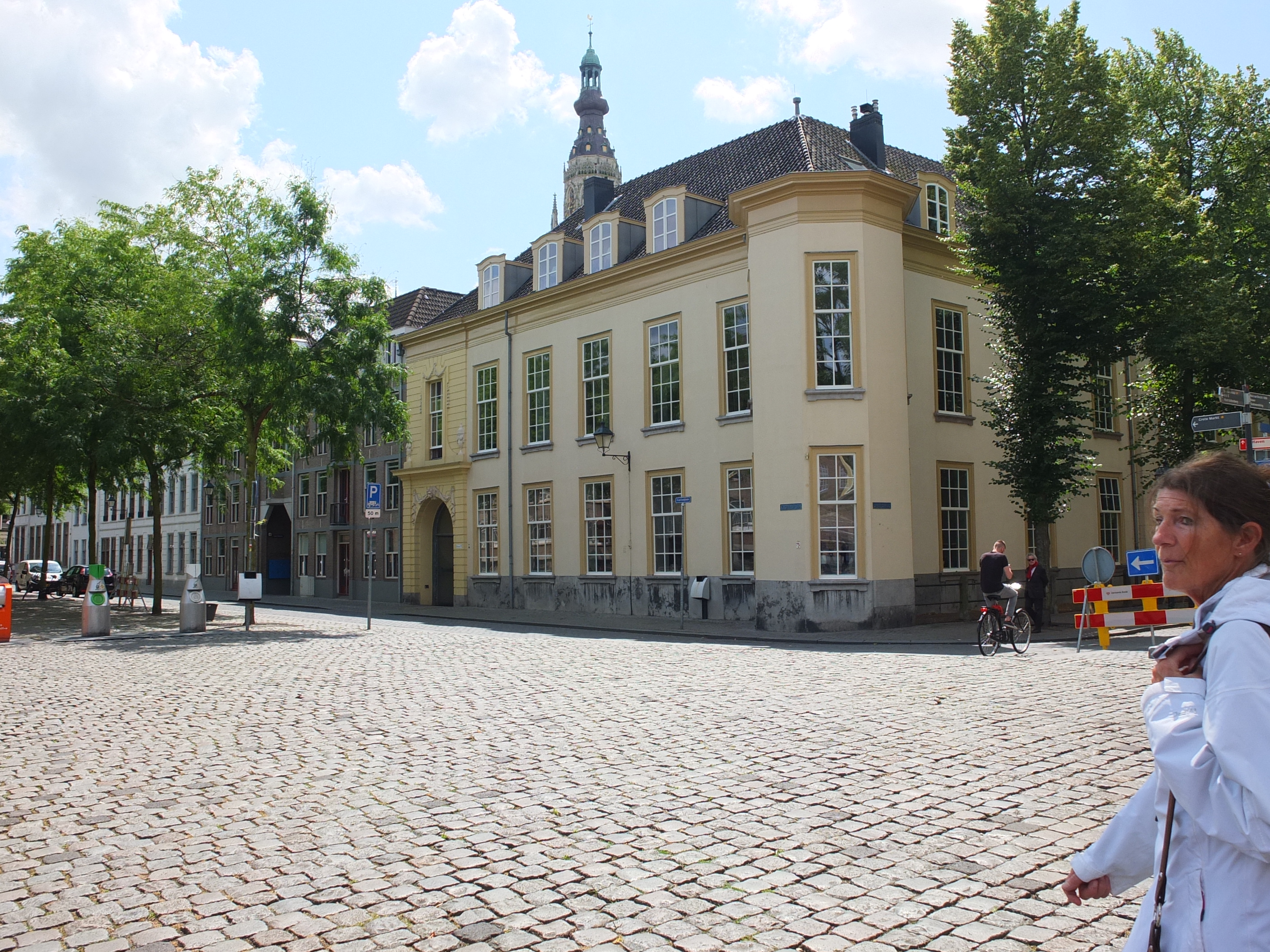
Het Gouverneurshuis, een van de vele historische hofhuizen in Breda.
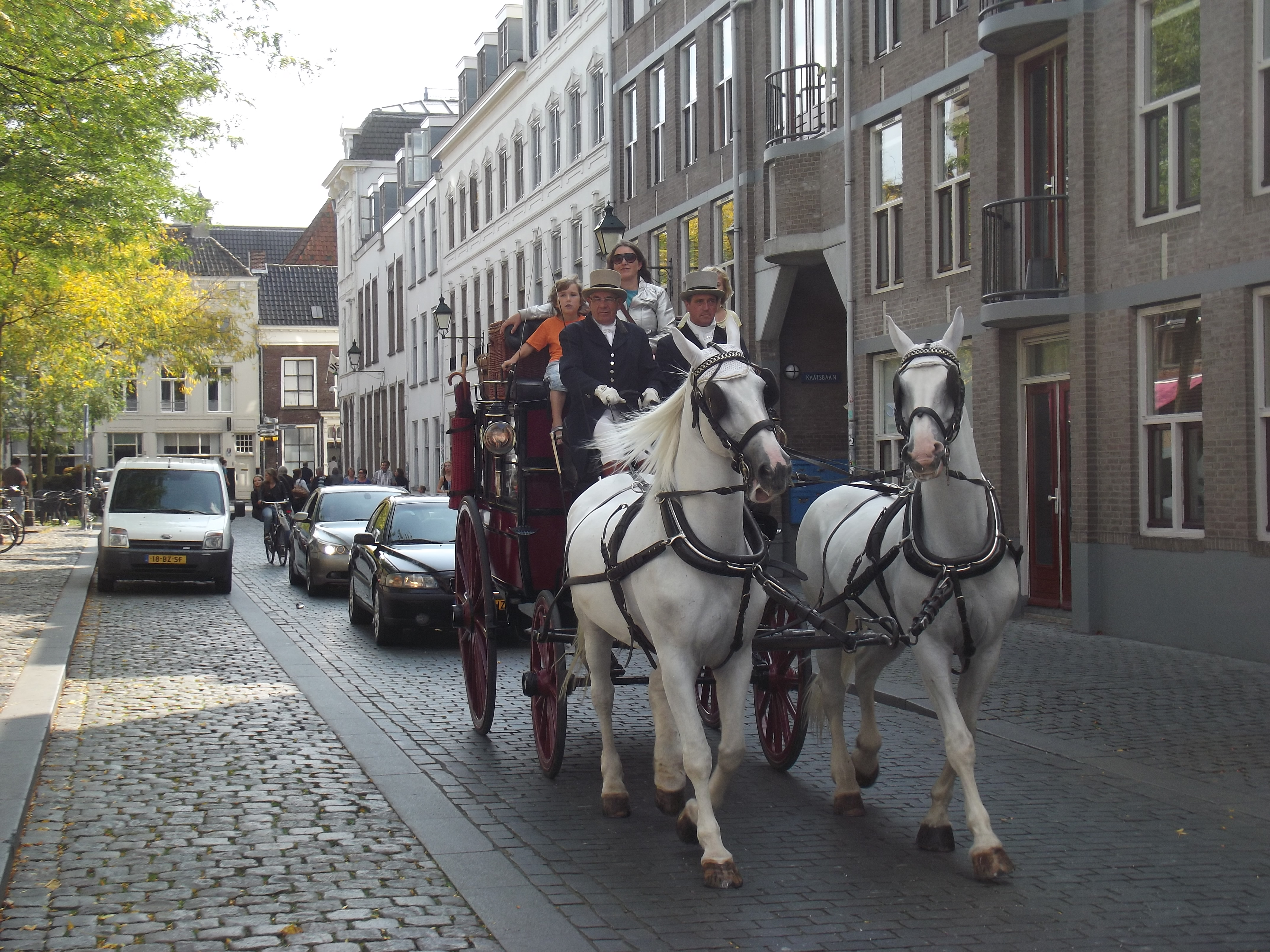
Een antieke paardenkoets ter gelegenheid van de Open Monumentendag
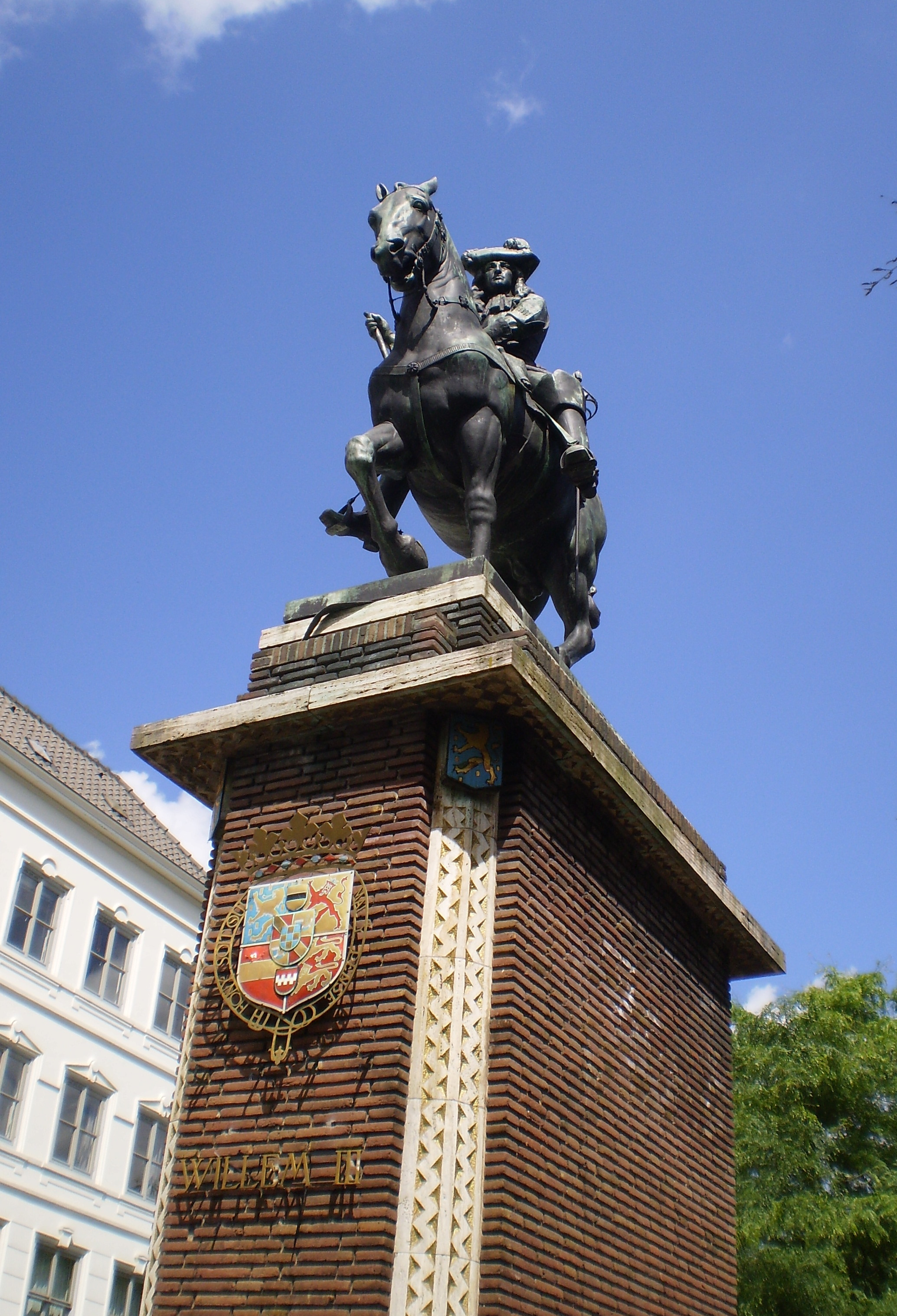
Ruiterstandbeeld van koning-stadhouder Willem III, onthuld in 1921
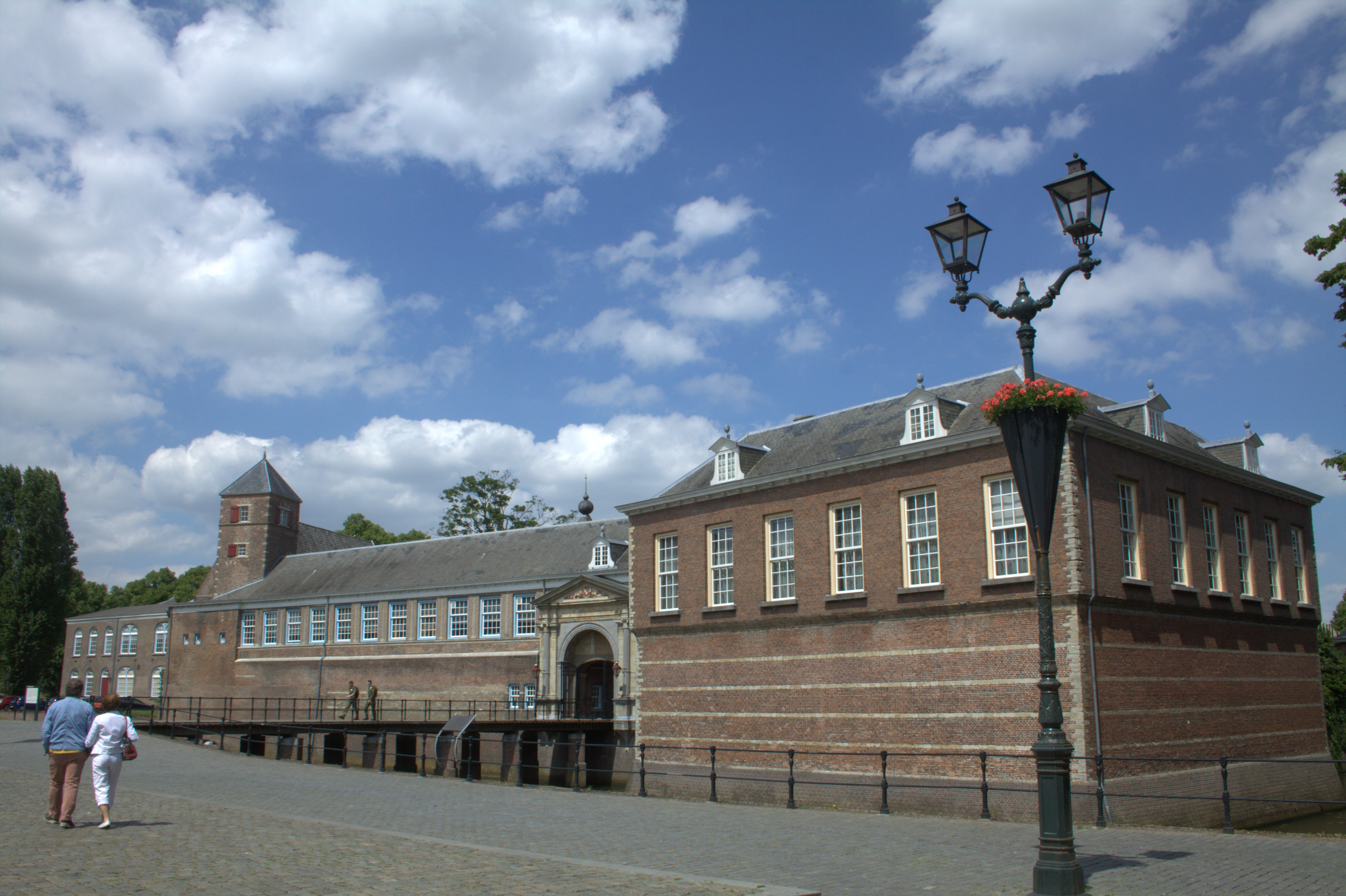
Entree van de Koninklijke Militaire Academie
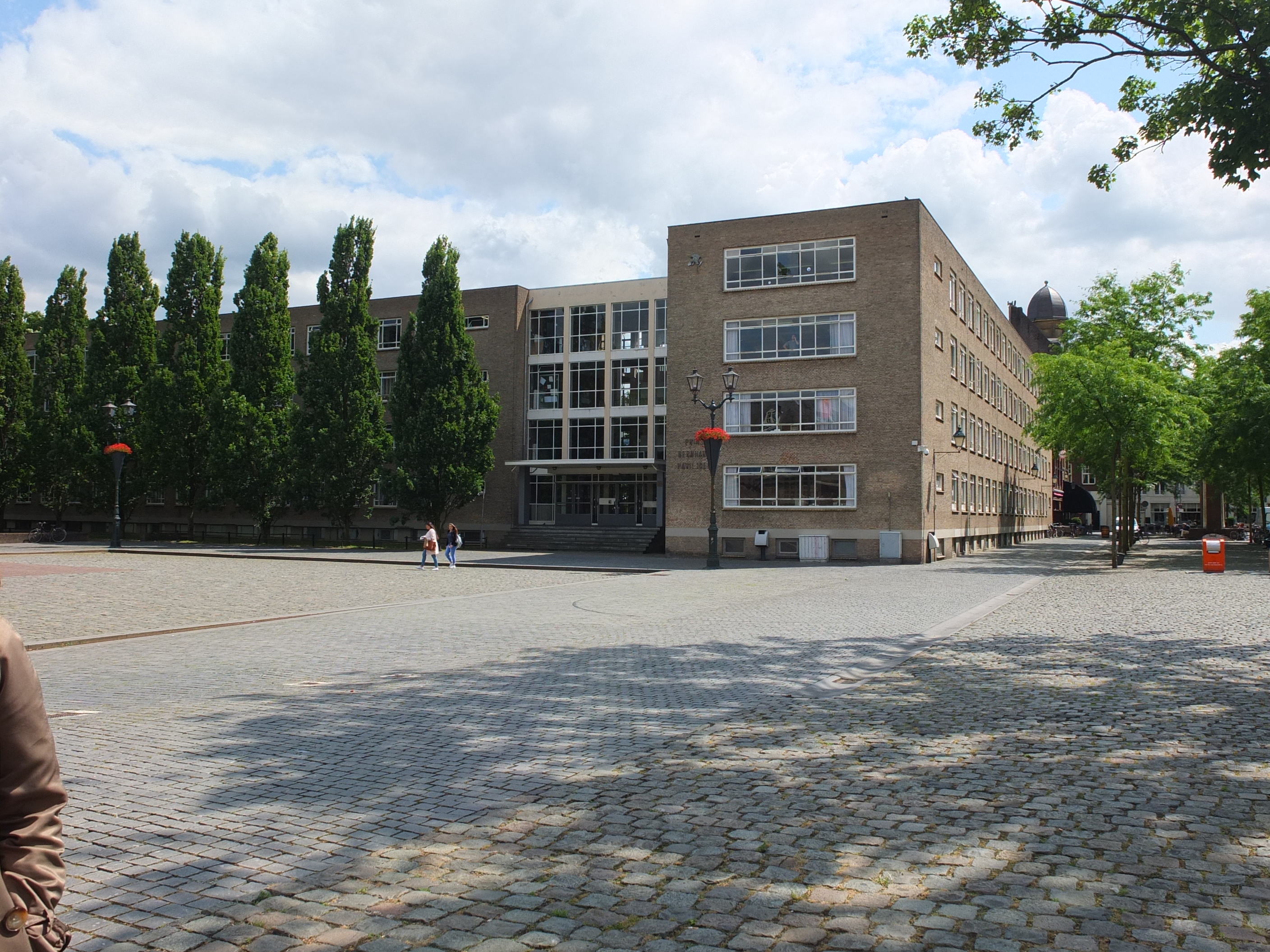
'Prins Bernhard Paviljoen', in de volksmond beter bekend als de cadettenflat.